# Kepler-96b
Kepler-96b es un planeta extrasolar que forma parte un sistema planetario. Orbita la estrella denominada Kepler-96. Fue descubierto en el año 2014 por el telescopio espacial Kepler por medio de tránsito astronómico. Se confirmó utilizando una combinación de formación de imágenes de alta resolución y espectroscopía y espectroscopia Doppler. Este análisis empuja la falsa probabilidad por debajo del 1 por ciento.